# ناهضة (كيمياء حيوية)

المستنهضات أثناء تنشيطها لمستقبلات افتراضية.

الناهض أو الناهضة أو الشَّادُّ أو المستنهض هو مركب كيميائي يرتبط بالمستقبلات فينشطها لإنتاج استجابة بيولوجية. وعلى العكس منه المناهض الذي يحصر (يحجب) عمل الناهض.

## أصل الكلمة
اشتقت كلمة ناهض من الفعل نهَضَ نَهْضًا ونُهوضًا، فهو ناهِض وناهضة ونواهِضُ : جمع ناهِض وناهِضة، ومنه نهَض إلى فلان: هبَّ معتدلاً، تحرّك مسرعًا لإجابته، ونهَض بالمسئوليَّة: تحمَّلها كاملةً وأدّاها، ونهَض بمؤسّسة: أنعشها، بعث فيها الازدهارَ، ونَهَضَ لِلسَّفَرِ : هَبَّ، ونَهَضَ الوَلَدُ : قَامَ فِي نَشَاطٍ وَخِفَّةٍ
اشتقت كلمة مستنهض من الفعل استنهضَ يستنهض استِنهاضًا، فهو مُستنهِض، ومنها استنهض نائمًا أي أنهضه، أيقظه ونبَّهَه، واِسْتَنْهَضَ هِمَّتَهُ : حَمَّسَهُ، بَعَثَ فيهِ الحَماسَ، حَثَّهُ على الإقْدامِ، واِسْتَنْهَضَهُ لِلْمُطالَبَةِ بِحَقِّهِ : دَعَاهُ مُسْتَعْجِلاً إِيَّاهُ لِلْمُطَالَبَةِ، واسْتَنْهَضَ فلانًا للأمر أي دعاه إِلى سرعة القيام به

## أنواع النواهض (المستنهضات)
يمكن تنشيط المستقبلات عن طريق ناهض ذو تنشؤ داخلي (مثل الهرمونات والناقلات العصبية) أو ناهض ذو تنشؤ خارجي (مثل الأدوية)، ويؤدي هذا التنشيط إلى استجابات بيولوجية. وهذ الاستجابات يُمكن أيضا أن تنتج من ناهض وظيفي دون أن يرتبط بنفس المستقبلات.
- الناهض الداخلي لمستقل معين هو مركب ينتجه الجسم بشكل طبيعي ثم يرتبط بهذا المستقبل وينشطه. مثل الناهض الداخلي السيروتونين الذي يُحفز مستقبلات السيروتونين، والناهض الداخلي الدوبامين الذي يُحفز مستقبلات الدوبامين.[5]
- يرتبط الناهض التام بالمستقبل وينشطه بأقصى استجابة يمكن أن يثيرها ناهض عند ارتباطه بمستقبل. مثل دواء الإيزوبرينالين الذي يُعتبر ناهض تام يحاكي عمل الأدرينالين في مستقبلات الأدرينالين. ودواء المورفين الذي يحاكي عمل الإندورفين في مستقبلات الأفيونات المنتشرة في الجهاز العصبي المركزي. ومع ذلك، يمكن للدواء أن يكون بمثابة ناهض تام في بعض الأنسجة وناهض جزئي في أنسجة أخرى وذلك اعتمادًا على العدد النسبي للمستقبلات والاختلافات في الاقتران بهذه المستقبلات.
- يعمل الناهض المساعد مع النواهض المساعدة الآخرى لإنتاج تأثير معين، فمثلا يتطلب تنشيط مستقبلات NMDA حدوث ارتباط مع كل من حمض الجلوتاميك والجليسين ودي سيرين. كذلك يقوم الكالسيوم أحيانا كناهض مساعد عند مستقبلات إينوزيتول ثلاثي الفسفات.
- يختار الناهض الانتقائي نوع معين من المستقبلات ليحفزه. مثل البوسبيرون الذي يُمثل ناهض انتقائي لبعض مستقبلات السيروتونين دون الأخرى
- يرتبط الناهض الجزئي (مثل بوسبيرون، أريبيبرازول، البوبرينورفين، كلوزابين) بمستقبلات معينة، ولكن فعاليته (عند مقارنتها بالناهض التام) في تنشيط هذه المستقبلات تكون فعالية جزئية (ومن هنا كانت التسمية)، ومن ثم فقد استخدم عقار مثل البوبرينورفين في علاج إدمان المواد الأفيونية لهذا السبب، حيث وُجد أنها تنتج تحفز مستقبلات الأفيون بشكل أقل ما يُساعد على تقليل فرص حدوث إدمان.
- يرتبط الناهض العكسي بنفس موقع ارتباط الناهض العادي في نفس المستقبل ويقوم بثبيط نشاط المستقبل. ومن ثم فإن التأثير الدوائي للناهض العكسي يكون معاكسا للتأثير الدوائي الناهض العادي مثل الناهض العكس ريمونابانت.
- الناهض الفائق هو مصطلح يستخدمه البعض للإشارة إلى مركب قادر على إنتاج استجابة أعلى من الناهض الداخلي.
- الناهض غير الرجعي ويرتبط بالمستقبلات بشكل دائم من خلال تكوين روابط تساهمية. وهي نواهض قليلة نسبيا ومنها الباراسيتامول. [6] [7]
- الناهض المتحيز ويرتبط بمستقبل دون أن يؤثر على نفس مسار تحويل الإشارة.

## النشاط

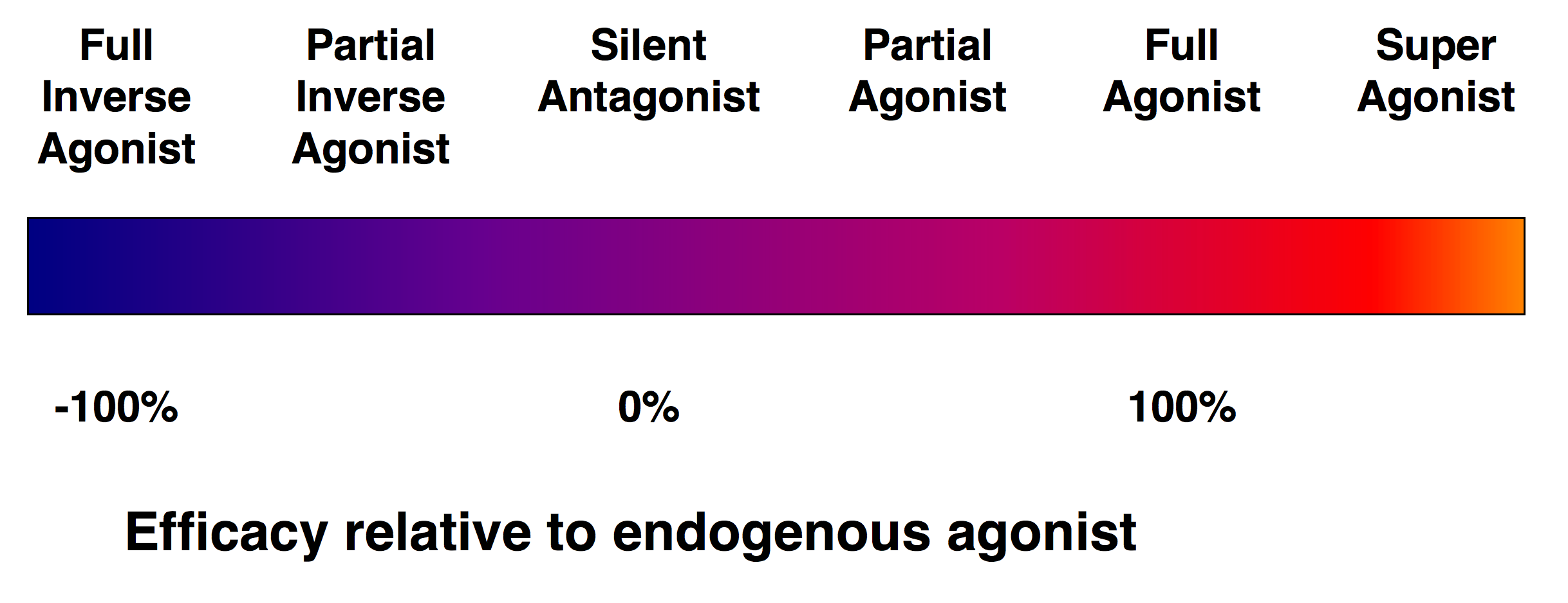
طيف فعالية ربطية المستقبلات

### الفاعلية
الفعالية هي مقدار مادة الناهض اللازمة لاستثارة الاستجابة المرغوبة. وترتبط فعالية الناهض عكسياً بقيمة نصف أقصى تركيز فعال (EC <sub id="mwbw">50</sub>) والذي يمكن قياسه عن طريق تحديد تركيز مادة الناهض اللازمة لاستثارة نصف الحد الأقصى من الاستجابة البيولوجية للناهض، وتُستخدم القيمة الناتجة لمقارنة فاعلية الأدوية ذات الكفاءات المماثلة والتي تنتج تأثيرات مماثلة من الناحية الفسيولوجية (الوظيفية). فكلما قلت قيمة نصف أقصى تركيز فعال كلما زادت فاعلية الناهض وقل تركيز الدواء المطلوب للحصول على أقصى استجابة بيولوجية.

### مؤشر العلاجية
يُمثل مؤشر العلاجية مفهوما هاما عند التعامل مع الأدوية، وذلك بفهم هامش الأمان الموجود بين الجرعة المطلوبة للتأثير المطلوب والجرعة التي تنتج آثارًا جانبية غير مرغوب فيها وربما خطيرة (تقاس بواسطة نصف الجرعة السامة (TD 50) وهي الجرعة التي تُحدث تسمم 50٪ من الأفراد). ويتحدد مؤشر العلاجية بالنسبة بين نصف الجرعة السامة (TD 50) ونصف أقصى تركيز فعال (EC <sub id="mwbw">50</sub>)، وبشكل عام فكلما كان الهامش أضيق، زادت احتمالية أن ينتج الدواء تأثيرات غير مرغوب فيها.